# Francisco Bertrand Barahona
Francisco Bertrand Barahona, né le 9 octobre 1866 à Juticalpa et mort le 15 juillet 1926, est un homme d'État hondurien. Il est président du Honduras à trois reprises, du 28 mars 1911 au 31 janvier 1912, du 21 mars 1913 au 28 juillet 1915 et du 1er février 1916 au 9 septembre 1919.
Il constitue un gouvernement très favorable aux intérêts des États-Unis. Les importations en provenance des États-Unis peuvent ainsi doubler entre 1910 et 1913.